# Tvrz Václava IV. v Záběhlicích
Tvrz Václava IV. v Záběhlicích byla malá vodní pevnost na ploše dnešního Hamerského rybníka v Praze-Záběhlicích. Tvrz zanikla pravděpodobně roku 1420 za husitských válek. Její zbytky byly objeveny v roce 1960 a 22. prosince 1964 byla zapsána do státního rejstříku jako kulturní památka.

## Archeologický průzkum

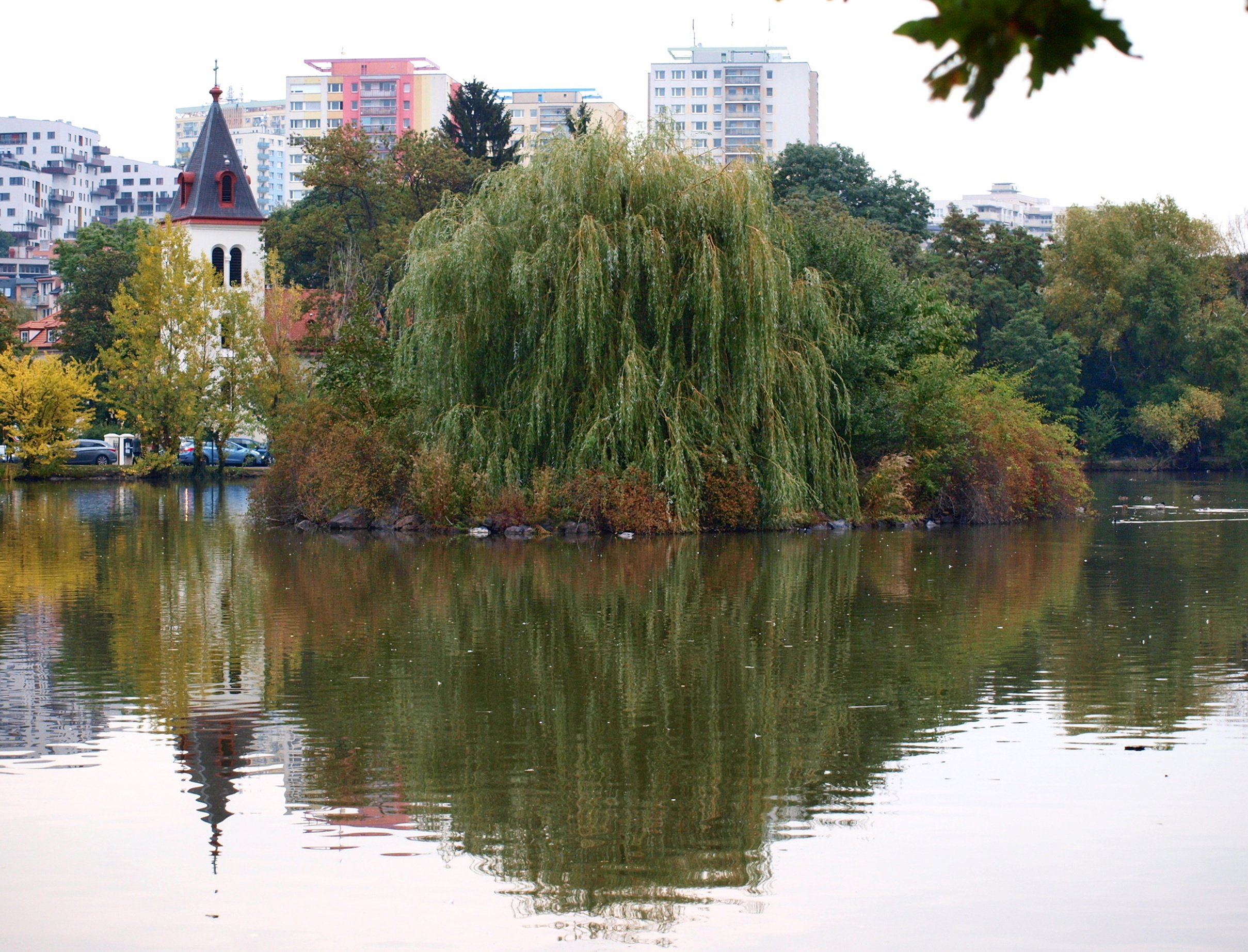
Rybník Hamr s ostrovem porostlým vegetací.

Pozůstatky kamenného zdiva byly nalezeny při bagrování vypuštěného Hamerského rybníka národním podnikem Vodní stavby v únoru 1960. Zděné zbytky byly v celé ploše pokryty 10–20cm vrstvou bahenních nánosů. Stavba byla patrna v půdorysu na dně vypuštěného rybníka zvlněním v místech pozůstatků zdiva a rozdílným zbarvením, výškou a šířkou porostu, pokrývajícího počátkem léta střední část dna vypuštěného rybníka. Při následném archeologickém průzkumu v červnu a červenci roku 1960 byla prokopána a prozkoumána plocha cca 120 m², zachycující zhruba čtvrtinu celkového původního rozsahu stavby, přičemž byl zjištěn půdorys několika místností. 
V hlavní zkoumané místnosti o rozměrech 11 x 7 metrů (délkou ve směru jih–sever) se zachovala podlaha z pálených čtvercových, velmi dobře vypálených cihlových dlaždic, kladených šikmo ke směru základových zdí, přičemž souvislá dlažba byla zachována na více než jedné třetině plochy místnosti. Zachovaná výška neporušeného zdiva nepřesahovala nikde úroveň 30 cm nad dlažbou, zeď byla stavěna z kamenů, prokládaných pravidelnými, dobře vypálenými cihlami. Obvod hlavní místnosti tvořily 80–90 cm silné základové zdi, vybudované z hrubě přisekaných kamenů, spojovaných maltou. V bahenních nánosech byly nalezeny prejzy ze střechy a zlomky keramiky, které byly zařazeny do přelomu 14. a 15. století. Byly nalezeny i hřebenové prejzy se stříškovitým chráněním a zesílenými konci.
Jižně od půdorysu hlavní místnosti byla odkryta část obvodové zdi a základy menšího obdélníkovitého objektu, interpretovaného jako součást fortifikace, se zdivem o síle 110–120 cm, stavěné z hrubě přisekaných kamenů, spojovaných maltou, která tvořila na vnitřní straně jižnější zdi souvislou vyhlazenou plochu. Hloubku a původní úroveň dna nebylo možno zjistit kvůli pronikání spodní vody při průzkumu. Vnitřek byl vyplněn destrukčními zbytky kamenů, cihel, dlaždic a prejzů, přičemž průzkum destrukční vrstvy probíhal až do hloubky 110 cm. V obou místnostech byly těsně pod úrovní zachovaných horních okrajů zdí umístěny ve vodorovné řadě s odstupem cca půl metru čtvercové otvory o rozměrech strany 8–10 cm, o nichž se předpokládá, že jde o ložiska po dřevěné konstrukci, jež původně mohla tvořit podlahu. V destrukční vrstvě byl nalezen též velký stavební dílec z pískovce, v jehož delší stěně byl zasazen železný čep. V půdorysu patrném na dně rybníka bylo možno spolehlivě vysledovat další tři místnosti, tvořící celkově obdélník o stranách minimálně 25 × 25 metrů, přičemž prozkoumaný objekt představoval jeho jihozápadní čtvrtinu. Na severní a východní straně bylo další pokračování půdorysu porušeno již dříve při bagrování dna, takže nelze spolehlivě zjistit, zda v těchto směrech stavba nepokračovala dále.  
Většina nalezených zlomků keramiky pocházela z hrncovitých tvarů s profilovanými okraji. Šlo o velmi dobře vypálené nádoby vyráběné na kruhu, většinou tenkostěnné a buď zcela bez výzdoby, nebo opatřené jednoduchými vodorovnými rýhami v podhrdlí, v několika případech se vyskytla jednoduchá vkolkovaná výzdoba, klikatky nebo půlobloučky ve vodorovných řadách, ojedinělá pásková ucha byla umístěna na podhrdlí hrncovitých tvarů a zasahovala až k okraji. Bylo nalezeno i několik zlomků kónických pokliček. Jen v jednom případě nálezu silnostěnné mísy se vyskytla světle zelená glazura, dva zlomky byly s červenohnědým malováním, jinak byly nádoby většinou šedočerné, výjimečně i světle okrové. Srovnáním s jinými nálezy byla keramika ze Záběhlic datovaná do přelomu 14. a 15. století. Bylo nalezeno i několik dalších předmětů, například méně výrazné zlomky skla a několik železných předmětů především hřeby, ale i součást železné přezky lyrovitého tvaru a polovina koňské podkovy, které zapadají do uvedeného datování. 

## Interpretace průzkumu
Z nálezů archeologové usoudili, že se jedná o tvrz zničenou za husitských válek roku 1420.
Poloha uprostřed rybníka a poblíž kostela, jehož nejstarší část pochází z doby kolem roku 1125, nasvědčuje tomu, že by mohlo jít o stavbu fortifikačního charakteru. V Sedláčkově soupisu je u Záběhlic zmínka o dvou tvrzích, z nichž jedna (patřící litomyšlskému biskupovi) stávala bezesporu v místech dnešního Záběhlického zámku, ležícího východněji. Druhá tvrz, královská, byla podle Sedláčka zničena v době husitských válek v roce 1420. Proto se nabízí možnost ztotožnit zkoumaný objekt na dně rybníka s tvrzí zaniklou za husitských válek.
V hloubce 1 metru pod základy středověkého objektu a v okolí stavby bylo nalezeno několik zlomků slovanské keramiky, například z počátku mladší doby hradištní, ukazující na možné dřívější osídlení lokality, z čehož lze usuzovat, že tvrz vznikla v prostoru vyspělé středověké osady.

## Pobyt Václava IV.
Památkový katalog ve své strohé informaci uvádí, že tvrz byla vystavěna v letech 1407–1408, jinde se však uvádí, že období založení tvrze je neznámé, ale že v letech 1407–1408 na ní pobýval Václav IV., zatímco stavěl nový hrad u Kunratic.
To tedy spadá do období před vydáním Dekretu kutnohorského, kdy Václav IV. byl ještě Husovým podporovatelem, několik let poté, co byl sesazen z pozice římského krále, ale sám zpočátku toto sesazení neuznával (pisánský koncil v roce 1409 jej nakrátko v této funkci potvrdil, ale fakticky se Václav již říšské moci nikdy neujal), byl nucen stále více ustupovat požadavkům vyšší šlechty, po morové epidemii z konce 14. století bylo české království v ekonomickém propadu, rostlo sociální napětí a dovoz cizího zboží. Po svém sesazení byl Václav IV. opakovaně vězněn, v roce 1408 byl přiotráven jedem a začal ještě více stupňovat pití alkoholu. 
Předpokládá se, že záběhlickou vodní tvrz dobyli a rozbořili roku 1420 husitští pražané.